# Singles
Singles ist eine französische Gemeinde mit 154 Einwohnern (Stand 1. Januar 2022) im Département Puy-de-Dôme in der Region Auvergne-Rhône-Alpes. Sie gehört zum Gemeindeverband Sancy Artense Communauté.

## Geografie
Singles liegt drei Kilometer nördlich von Larodde, 18 Kilometer östlich von Ussel und 17 Kilometer westlich von La Bourboule. Die Dordogne fließt durch das Gemeindegebiet, in die hier die Mortagne und die Burande einmünden.

## Geschichte
Singles wurde am Ende des 11. Jahrhunderts zum ersten Mal erwähnt, es gehörte damals zur Priorei von Sauxillanges. 1356 wurde der damalige Seigneur von Singles in der Schlacht bei Maupertuis gefangen genommen und mit Jean II. nach England gebracht. 1682 erlaubte Ludwig XIV. die Einrichtung von Bleiminen.

## Sehenswürdigkeiten

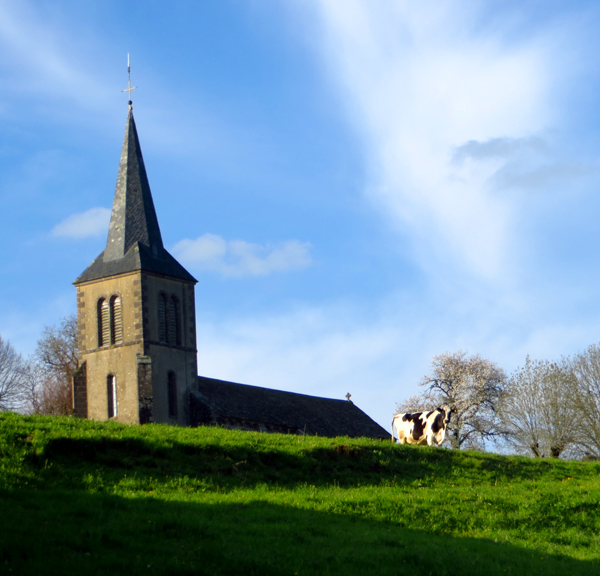
Kirche Saint-Nazaire

Die Kirche Saint-Nazaire ist dem heiligen Nazarius geweiht. Chor und Kirchenschiff wurden am Ende des 12. Jahrhunderts erbaut. Im 16. Jahrhundert wurde eine Tür nach Süden zum Friedhof eingebaut. Der Glockenturm wurde im 19. Jahrhundert wiedererbaut. In der Kirche befindet sich eine beschädigte Statue von Jean Baptiste de La Salle (1651–1719), aus dem 18. Jahrhundert. Sie besteht aus bemaltem Holz. Die Statue ist seit 1982 als Monument historique (historisches Denkmal) klassifiziert.

## Wirtschaft
Das Bild der Gemeinde ist von Weiden geprägt. La sablière du Bachou ist eine Sandgrube in Singles. Ein wichtiger Erwerbszweig ist die Zucht von Hausrindern.

## Sport
Im Jahr 2024 führte die Tour de France auf der 11. Etappe durch Singles. Auf der D73 wurde mit der Côte de Mouilloux (715 m) eine Bergwertung der 4. Kategorie abgenommen. Diese wies auf einer Länge von 1,9 Kilometern eine durchschnittliche Steigung von 6,3 % auf. Die Bergwertung gewann der Spanier Oier Lazkano.